# Festuca peristerea
Festuca peristerea là một loài thực vật có hoa trong họ Hòa thảo. Loài này được (Vetter) Markgr.-Dann. mô tả khoa học đầu tiên năm 1976.